# Rio Grande do Sul
Rio Grande do Sul [ɦiw ˈɡɾɐ̃dʒ du suw], amtlich portugiesisch Estado do Rio Grande do Sul, ist ein Bundesstaat in der Südregion von Brasilien. Er ist der südlichste Bundesstaat und gliedert sich in 496 Gemeinden (municípios). Die Bevölkerungszahl wurde zum 1. Juli 2021 auf 11.466.630 Einwohner geschätzt. Die Bewohner des Bundesstaates werden als Gaúchos, manchmal auch als Sul-Rio-Grandenser bezeichnet. Die Hauptstadt ist Porto Alegre. Rio Grande do Sul ist ebenso wie die anderen beiden Bundesstaaten der Südregion, Santa Catarina und Paraná, maßgeblich durch Migration aus dem italienisch- und deutschsprachigen Raum geprägt.

## Geografie

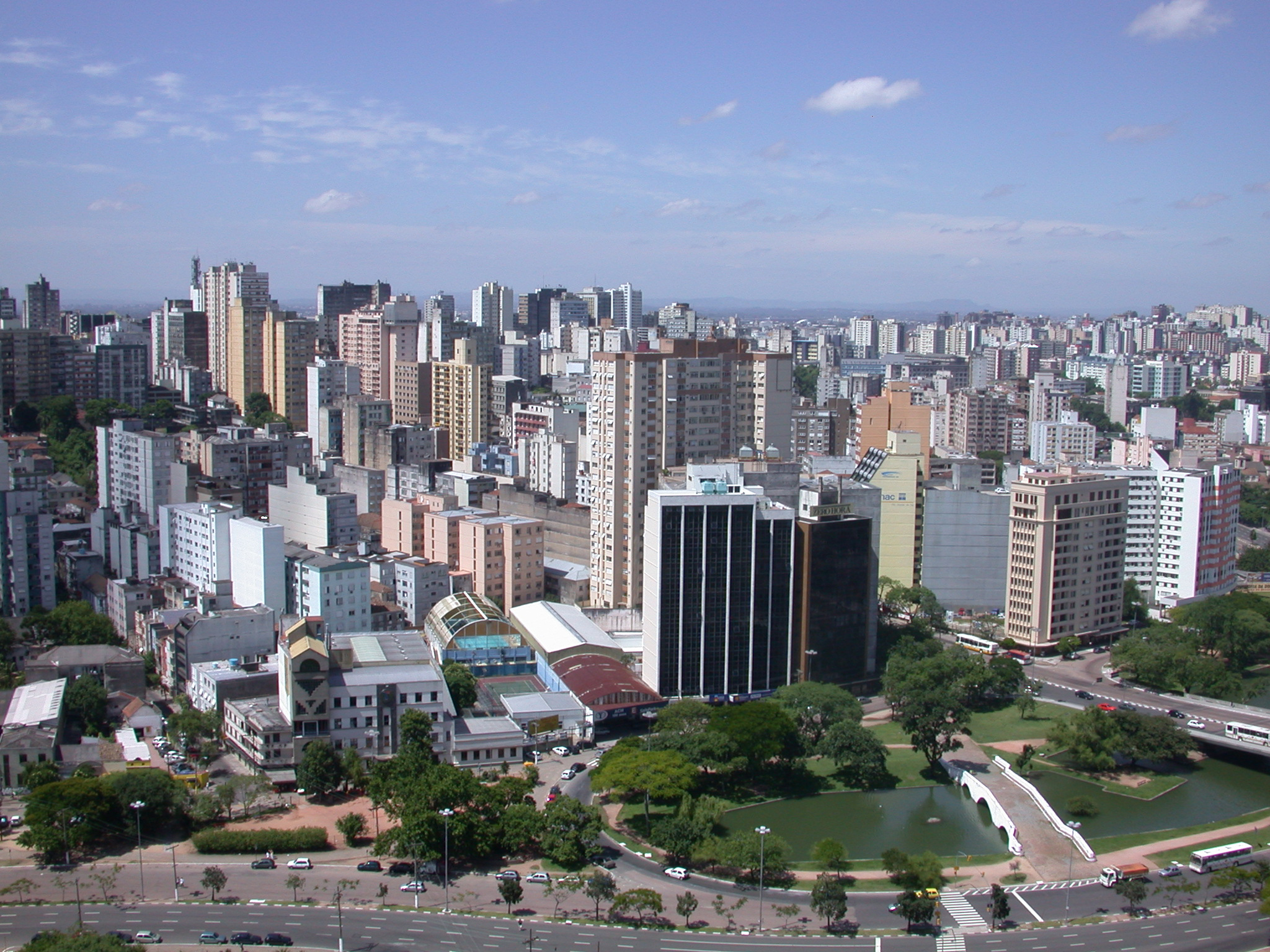
Porto Alegre

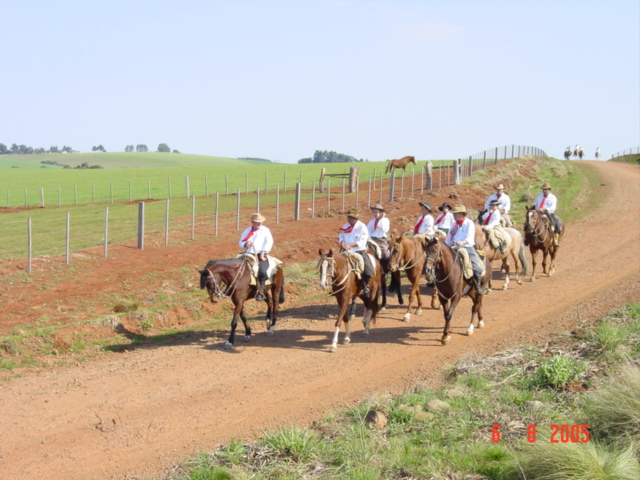
Landstraße

Die Einwohnerzahl betrug ca. 10,69 Millionen im Jahr 2010. Davon lebten ca. 1,6 Millionen (14,9 %) im ländlichen Raum, 9,1 Millionen (85,1 %) zählen zur Stadtbevölkerung (2010). Rio Grande do Sul hat 2018 eine Fläche von rund 281.707 km², die Bevölkerungsdichte liegt bei 40 Einwohnern pro km². Es bedeckt damit nur etwas mehr als 3 % der Fläche Brasiliens, wobei es Lebensort von 6 % der brasilianischen Bevölkerung ist.
Der Bundesstaat grenzt im Süden an Uruguay und im Westen an Argentinien. Im Osten wird Rio Grande do Sul begrenzt durch den Atlantik, im Norden durch den brasilianischen Bundesstaat Santa Catarina, von dem es durch den Rio Pelotas, einen der Quellflüsse des Río Uruguay, getrennt ist. Der nördliche Teil des Staates liegt auf den südlichen Abhängen des erhöhten, sich über São Paulo durch die Staaten Paraná und Santa Catarina führenden, Plateau, das häufig von niedrigen Gebirgszügen durchbrochen wird, dessen allgemeine Richtung ihnen gegen den Trend des Abhangs das Erscheinungsbild von Klippen gibt. Ein niedriger Gebirgszug breitet sich südwärts von der Serra do Mar von Santa Catarina und durchkreuzt den Staat nach Uruguay.
Westlich dieses Gebirgszuges liegt eine riesige, grasbewachsene Ebene. Der nördliche und höchstgelegene Teil der Provinz ist für die Schafzucht geeignet, während der südliche Teil im Wesentlichen für die Rinderzucht genutzt wird. Weiter östlich gibt es ein nur wenig über dem Meeresspiegel liegendes weites Gebiet, innerhalb dessen es zwei Flussmündungslagunen gibt: die Lagoa dos Patos und Lagoa Mirim, die vom Ozean durch zwei sandige, teilweise unfruchtbare Halbinseln getrennt werden. Die Küste ist ein großer Sandstrand, unterbrochen durch den Ablauf der zwei Seen, der Rio Grande genannt wird, der den Eingang zu den befahrbaren Binnengewässern und verschiedenen Häfen darstellt.

### Siedlungsgeschichte
Die Hauptstadt ist Porto Alegre, andere wichtige Städte sind Caxias do Sul, Canoas, Santa Maria, Pelotas, Passo Fundo, Rio Grande und Uruguaiana sowie Novo Hamburgo und São Leopoldo, Zentren der Nachfahren der deutschen Einwanderer, in denen noch viel Deutsch und der Dialekt Riograndenser Hunsrückisch gesprochen wird. Die weit im Binnenland lebenden Nachfahren Pommerscher Einwanderer (Pomerano, Pommeranos) sprechen z. T. immer noch Ostpommersch.
Touristisch besonders attraktiv sind, aufgrund der Prägung durch die italienisch-deutsche Einwandererkultur und ihrer schönen Lage, die Orte Canela, Nova Petrópolis und das brasilienweit bekannte Gramado in der Mittelgebirgsregion Serra Gaúcha. 1984 wurden die Ruinen von São Miguel das Missões, die ehemaligen Jesuitenmissionen der Guarani-Indianer, von der UNESCO zum Kulturdenkmal erklärt. Berühmt ist außerdem der Badeort Torres und der Nationalpark Aparados da Serra um den Itaimbezinho an der Grenze zu Santa Catarina. Dort gibt es bis zu 1000 m hohe Steilwände und Überreste der Mata Atlântica mit Araukarien und einer einzigartigen Flora und Fauna.

### Hydrografie
Es gibt in Rio Grande do Sul zwei verschiedene Flusssysteme: das von den östlichen Abhängen zu den Lagunen fließende und das vom La Plata-Becken westwärts zum Río Uruguay führende. Die größeren Flüsse der östlichen Gruppe sind Rio Jacuí, Rio dos Sinos, Caí, Gravataí und Camacuã, der in den Lagoa dos Patos sowie der Rio Jaguarão, der in den Lagoa Mirim fließt. Alle der Erstgenannten außer dem Camacuã fließen in einen der beiden sich in das nördliche Ende des Lagoa dos Patos öffnenden Flussarme, der, obwohl er Guaiba genannt wird, in Wirklichkeit kein Fluss ist.

## Wirtschaft
Rio Grande do Sul hatte 2008 ein Bruttoinlandsprodukt von ca. 193,5 Mrd. R$, 17.825 R$ pro Kopf. Damit ist es ein wichtiger Industriestandort Brasiliens. Durch seine geografische Lage im Süden Brasiliens und direkte Grenzen zu Argentinien und Uruguay hat Rio Grande do Sul eine starke strategische Bedeutung im Mercosul.
Die wichtigsten Wirtschaftszweige sind metallverarbeitende Industrie, Lebensmittelindustrie, Leder-, Schuh- und Textilindustrie. Der Bundesstaat ist außerdem ein wichtiger Produzent von Getreide (Weizen, Soja, Reis, Mais) und hat zahlreiche Viehzuchtbetriebe (Geflügel, Rinder, Schweine). Außerdem werden Zuckerrohr und Obst angebaut, weiterhin spielen Anbau und Verarbeitung von Tabak (überwiegend zum Export) eine Rolle.
In Rio Grande do Sul wird seit ca. 1874 auch Wein angebaut. Italienische und deutsche Einwanderer brachten Rebstöcke aus ihren Heimatländern mit. Rund 90 % der brasilianischen Weinproduktion stammt von hier. Hauptanbaugebiet ist die Serra Gaúcha im Nordosten. Daneben finden sich kleinere Anbaugebiete in Viamão, Campanha und Santana do Livramento im äußersten Süden.
Waldzerstörungen ungeheuren Ausmaßes und Holzhandel trugen wesentlich zum wirtschaftlichen Wachstum bei; heute Weidewirtschaft, Holzplantagen (Eukalyptus, Kiefer) und Soja.

## Bevölkerung

### Ethnische Gruppen

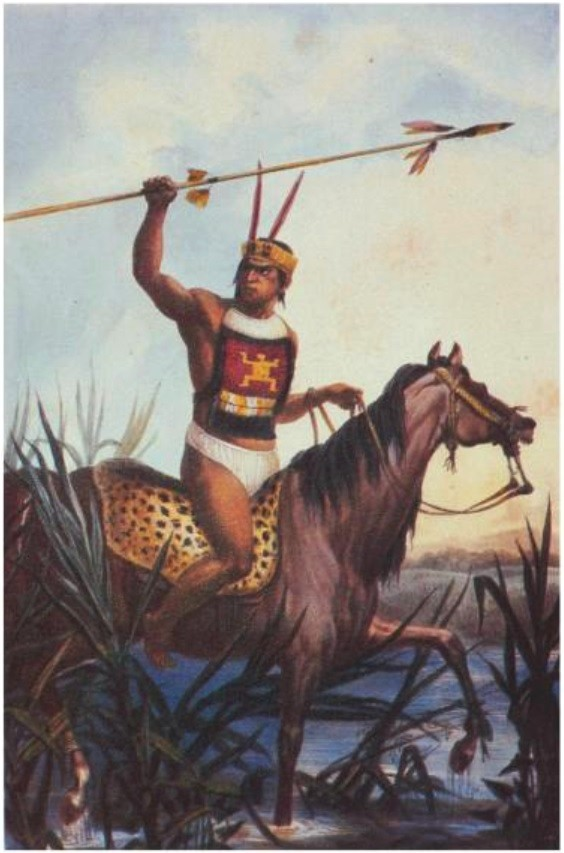
Charrúa-Häuptling, 19. Jh. (Jean-Baptiste Debret)

Das IBGE veröffentlichte 2008 eine Übersicht der Bevölkerungszusammensetzung:
- 82,3 % Weiße
- 5,9 % Schwarze
- 11,4 % Gemischt
- 0,4 % Asiaten und Indigene.

### Bevölkerungsentwicklung
| Jahr           | Einwohnerzahl |
| -------------- | ------------- |
| Zensus 1991    | 9.138.670     |
| Zensus 2000    | 10.187.798    |
| Zensus 2010    | 10.693.929    |
| Schätzung 2020 | 11.422.973    |

## Geschichte
Indigene, zumeist Guaraní, Kaingang und Charrúa, waren die ersten Einwohner des Bundeslandes. Die herumziehenden Abenteurer des 17. und 18. Jahrhunderts, die von den Spaniern Gaúchos genannt wurden, erwarben sich den Ruf eines kämpferischen Volkes, da sie die 1700 km lange Grenze zu Argentinien und Uruguay verteidigen mussten. Die Geschichte von Rio Grande do Sul und der Gaúchos vermischte sich mit der der Einwanderer, die das Land kolonisierten. Etwa 80 % der Einwohner sind portugiesischer, spanischer, deutscher (Deutschbrasilianer stellen hier knapp 40 % der Bevölkerung, siehe auch Riograndenser Hunsrückisch und Pomerano) oder italienischer Herkunft. Aber das Bundesland beherbergt auch Nachkommen von Russen, Afrikanern, Österreichern, Libanesen, Iren, Syriern, Franzosen, Holländern, Polen, Tschechen, Japanern, Belgiern und Schweden. Zu diesen Immigranten gesellen sich mit großem kulturprägenden Einfluss die Indígenas und die Nachfahren der afrikanischen Sklaven.
In dieser Region betrieben schwerpunktartig deutsche Jesuiten eine Mission und errichteten ein Netz von Stationen und Schulen.
Kulturelle Identität und die Traditionen der Gaúchos werden in den CTGs (Zentren für die Traditionen der Gaúchos) erhalten, welche im gesamten Bundesland vorkommen. In Brasilien und auch im Ausland ist das Volk bekannt durch seinen besonderen Lebensstil.
In der Zeit zwischen dem 11. September 1836 und dem 1. März 1845 bestand auf dem Gebiet von Rio Grande do Sul ein eigener Staat, die Republik Piratini.

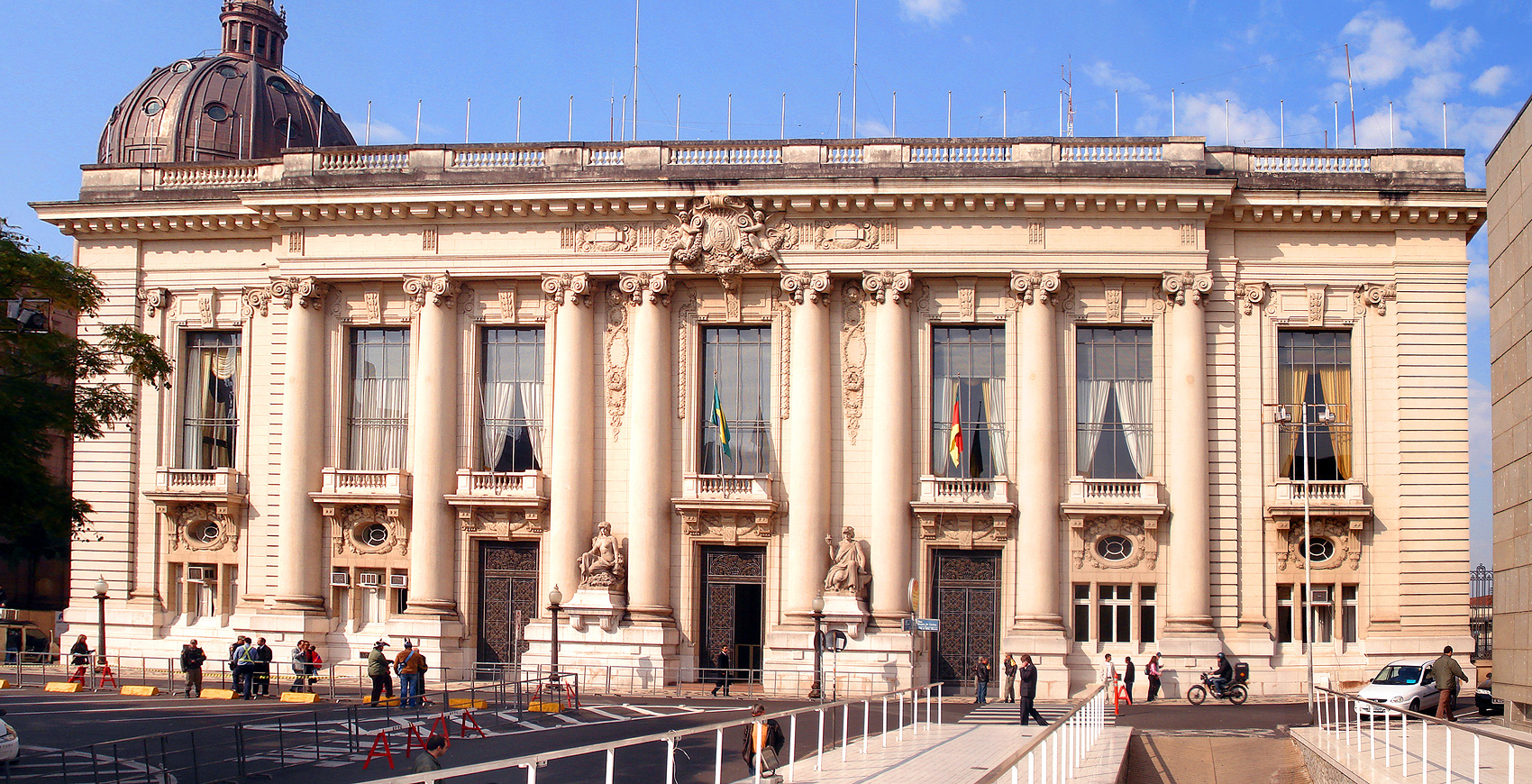
Das Regierungsgebäude Palácio Piratini, Porto Alegre

## Politik
Die Landesregierung (Governo) mit Sitz im Palácio Piratini in Porto Alegre, besteht aus dem Gouverneur und seinem Kabinett. 39. Gouverneur des Bundesstaates ist seit Amtsantritt am 1. Januar 2019 Eduardo Leite des Partido da Social Democracia Brasileira (PSDB), Vizegouverneur ist Ranolfo Vieira Júnior (PTB).
Das Parlament (Einkammersystem) ist die Legislativversammlung von Rio Grande do Sul mit 55 gewählten Abgeordneten (deputados estaduais).
Der Staat entsendet 31 Bundesabgeordnete in die Abgeordnetenkammer und drei Bundessenatoren in den Bundessenat des Nationalkongresses.
Die Hymne des Bundesstaates ist Hino do Rio Grande do Sul.

## Städte
|  | Stadt             | Rang | Einwohner |
|  | ----------------- | ---- | --------- |
|  | Porto Alegre      | 01   | 1.483.771 |
|  | Caxias do Sul     | 02   | 510.906   |
|  | Pelotas           | 03   | 342.405   |
|  | Canoas            | 04   | 346.616   |
|  | Santa Maria       | 05   | 282.123   |
|  | Gravataí          | 06   | 281.519   |
|  | Viamão            | 07   | 255.224   |
|  | Novo Hamburgo     | 08   | 246.748   |
|  | São Leopoldo      | 09   | 236.835   |
|  | Rio Grande        | 10   | 211.005   |
|  | Alvorada          | 11   | 210.305   |
|  | Passo Fundo       | 12   | 203.275   |
|  | Sapucaia do Sul   | 13   | 141.075   |
|  | Uruguaiana        | 14   | 126.970   |
|  | Santa Cruz do Sul | 15   | 130.416   |
|  | Cachoeirinha      | 16   | 130.293   |
|  | Bagé              | 17   | 121.143   |
|  | Bento Gonçalves   | 18   | 120.454   |
|  | Erechim           | 19   | 105.862   |
|  | Guaíba            | 20   | 98.143    |

## Bildung
Rio Grande do Sul verfügt über 11 staatliche und 14 private Universitäten. Von diesen 35 der insgesamt über 100 Hochschuleinrichtungen sind die bedeutendsten:
- das Instituto Federal do Rio Grande do Sul (IFRS), Bento Gonçalves, 2008 gegründet,[13]
- das Instituto Federal Farroupilha (IFF), Santa Maria, technisch-wissenschaftlich, 2008 gegründet,[14]
- das Instituto Federal Sul-rio-grandense (IFSul), Pelotas, 2008 gegründet,[15]
- die Universidade de Passo Fundo (UPF), Passo Fundo, 1968 gegründet.[16]
- die Universidade Estadual do Rio Grande do Sul (UERGS), dezentrale Universität, Hauptsitz: Porto Alegre, 2001 gegründet,[17]
- die Universidade Federal de Ciências da Saúde de Porto Alegre (UFCSPA), Porto Alegre, 1953 gegründet,[18]
- die Universidade Federal de Pelotas (UCPel), Pelotas, 1969 gegründet,[19]
- die Universidade Federal de Santa Maria (UFSM), Santa Maria, 1960 gegründet,[20]
- die Universidade Federal do Pampa (Unipampa), Bagé, 2006 gegründet,[21]
- die Universidade Federal do Rio Grande (FURG), Rio Grande, 1953 gegründet,[22]
- die Universidade Federal do Rio Grande do Sul (UFRGS), Porto Alegre, 1934 gegründet,[23]

Eine weitere der bekannten Universitäten ist die größte brasilianische Privatuniversität, die Pontifícia Universidade Católica do Rio Grande do Sul (PUCRS) in Porto Alegre.

## Fußball
Rio Grande do Sul hat z. Z. fünf Fußballteams, die in den Ligen der brasilianischen Fußballmeisterschaft spielen:
- Grêmio Porto Alegre (Porto Alegre), Erste „Divisão“ oder Série A
- Internacional Porto Alegre (Porto Alegre), Erste „Divisão“ oder Série A
- EC Juventude (Caxias do Sul), Erste „Divisão“ oder Série A
- SER Caxias do Sul (Caxias do Sul), Vierte „Divisão“ oder Série D
- Grêmio Esportivo Brasil (Pelotas), Dritte „Divisão“ oder Série C

Der SC Rio Grande, am 19. Juli 1900 in Rio Grande gegründet, ist der älteste Fußballverein in Brasilien und spielt derzeit in der Zweiten Liga der Campeonato Gaúcho.